# Léon Houa
Léon Houa, född den 8 november 1867 i Liège, död den 31 januari 1918 i Bressoux, var en belgisk tävlingscyklist som vann de tre första upplagorna av Liège–Bastogne–Liège 1892–1894. Han blev därtill belgisk mästare på landsväg 1893, och vann det första mästerskapet för professionella året efter.
Efter Houas tredje vinst lades Liège–Bastogne–Liège i "malpåse" till 1908 och Houa sökte sig till bilsporten i stället. Han blev förare för Renault 1912 och dog 1918 i sviterna efter en olycka under loppet "Tour de Belgique auto".

## Meriter
1892
Vinnare av Liège–Bastogne–Liège
2:a i linjelopp vid Belgiska mästerskapen för amatörer
1893
Vinnare av Liège–Bastogne–Liège
 Belgisk mästare i linjelopp för amatörer
1894
Vinnare av Liège–Bastogne–Liège
 Belgisk mästare i linjelopp för professionella
2:a i sprint 10 km vid Belgiska mästerskapen